# Andrea (cântăreață)
Teodora Rumenova Andreeva (n. 23 ianuarie 1987, Sofia, Republica Populară Bulgaria), cunoscută mai bine după numele de scenă Andrea (în bulgară Андреа), este model și cântăreață bulgară de muzică cealga, manele, dance și pop. A fost una din membrii trupei Sahara.

## Discografie
| Titlu                                         | An   | Poziții |
| Titlu                                         | An   | BGR     |
| --------------------------------------------- | ---- | ------- |
| „Kato Nepoznat”                               | 2006 |         |
| „Ne Sam Takava”                               | 2007 |         |
| „Hladna Nejnost”                              | 2007 |         |
| „Bez Teb”                                     | 2007 |         |
| „Falshivo Shtastie”                           | 2008 |         |
| „Samo Moi” (feat. Costi)                      | 2008 |         |
| „Nai-Velik”                                   | 2008 |         |
| „Tyalee” (feat. Costi & Lennox Brown)         | 2009 |         |
| „Dai Mi Vsichko”                              | 2009 |         |
| „Men Si Tarsil”                               | 2009 |         |
| „Bellezza” (feat. Costi & Geo Da Silva)       | 2009 |         |
| „Izlaji Me”                                   | 2009 |         |
| „Upotrebena” (feat. Costi)                    | 2010 |         |
| „S Teb Da Badem Pak”                          | 2010 |         |
| „Laja Go S Teb”                               | 2010 |         |
| „Neblagodaren” (feat. Costi)                  | 2010 |         |
| „I Wanna” (feat. Costi, Bob Sinclar & Shaggy) | 2010 |         |
| „Liubovnik”                                   | 2010 |         |
| „Bliasak Na Kristali” (feat. Galena)          | 2010 |         |
| „Varhu Men”                                   | 2010 |         |
| „Haide Opa”                                   | 2010 |         |
| „Ne Gi Pravi Tia Raboti” (feat. Ilian)        | 2010 |         |
| „Kasai Etiketa”                               | 2010 |         |
| „Da Se Varnesh”                               | 2010 |         |
| „Champagne” (feat. Costi & Shaggy)            | 2011 |         |
| „Iskam Teb (Dali Dalile)”                     | 2011 |         |
| „Na Eks” (feat. Kristali)                     | 2011 |         |
| „Dokrai”                                      | 2011 |         |
| „Predai Se” (feat. Boris Soltariiski)         | 2011 |         |
| „Ne Ti Go Kazvam”                             | 2011 |         |
| „Edno” (feat. Boris Dali)                     | 2011 |         |
| „Probvay Se” (feat. Azis)                     | 2012 |         |
| „Only You” (feat. Gabriel Davi)               | 2012 |         |
| „Losha”                                       | 2012 |         |
| „Tuk Do Men”                                  | 2013 |         |
| „Losh Geroi” (feat. Costi)                    | 2013 |         |
| „Hayati”                                      | 2013 |         |
| „Bez Okovi” (feat. Honn Kong)                 | 2013 |         |
| „Nikoi Drug”                                  | 2013 |         |
| „Nyama Da Sam Az”                             | 2013 |         |
| „Zvuk” (feat. MC Yankoo)                      | 2013 |         |
| „Piy Edno Ot Mene” (feat. Dzhena)             | 2013 |         |
| „Chupa Song (Chupacabra)” (feat. Costi)       | 2014 |         |
| „Nay-Dobrata”                                 | 2014 |         |
| „Iskam Neshto Ot Teb” (feat. Jordan)          | 2014 |         |
| „Besame” (feat. Ronny Dae & Benny Blaze)      | 2014 |         |
| „Sex Za Den” (feat. Fiki)                     | 2015 |         |
| „Universal Love” (feat. Edward Maya & Costi)  | 2015 |         |
| „Passion” (feat. Otilia, Shaggy & Costi)      | 2015 |         |
| „Poludei”                                     | 2015 |         |
| „Love Is Mine”                                | 2016 |         |
| „Vsichko Mi Vze”                              | 2016 |         |
| „Vitamin”                                     | 2017 |         |
| „Strogo Zabraneno” (feat. Suzanita)           | 2017 |         |
| „Mania” (feat. Costi, MC Yankoo & Cvija)      | 2018 |         |
| „Heart Beating Hard” (feat. Sergio)           | 2018 |         |
| „Carola” (feat. Jador)                        |      |         |